# Gran Torre Santiago
A Gran Torre Santiago é um arranha-céu de 300 metros de altura localizado em Santiago, no Chile. É o edifício mais alto da América do Sul e o 21º mais alto das Américas. Faz parte do Costanera Center, o maior complexo financeiro de Santiago, que abriga o Mall Costanera Center. Conta com 4.500 vagas de estacionamento em cinco andares subterrâneos. 

## Histórico
A torre foi desenhada por Cesar Pelli, os arquitetos chilenos Alemparte Barreda y Asociados, e pela companhia canadense Watt International. 
A engenharia estrutural foi desenvolvida pela companhia chilena René Lagos y Asociados Ing. Civiles Ltda. 
A construção da Gran Torre Santiago começou em 2006 e terminou em 2013, tendo sida interrompida em 2009 devido à crise econômica de 2008-2009.
Foi a primeira edificação chilena a possuir elevadores expressos, que podem percorrer 60 metros em 7 segundos. Em 2015 inaugurou Sky Costanera, o mirante mais alto da América do Sul.

## Construção

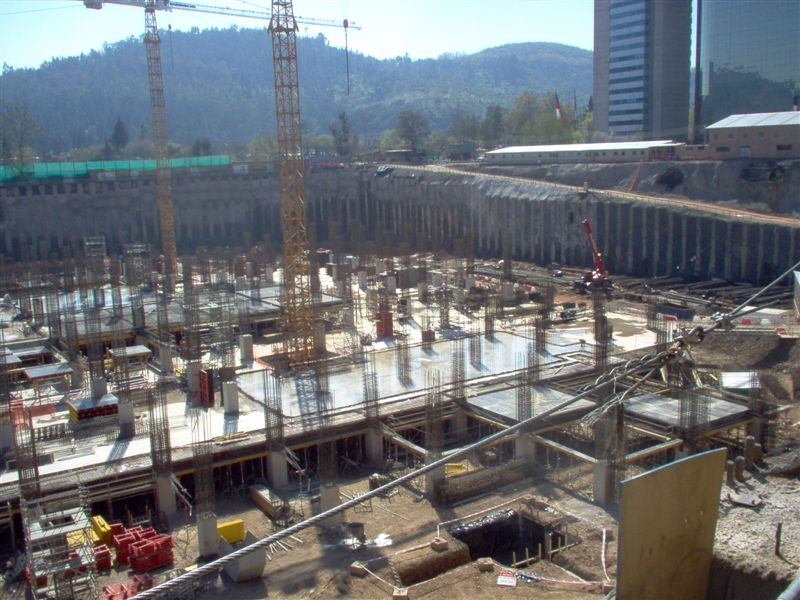
Setembro de 2006
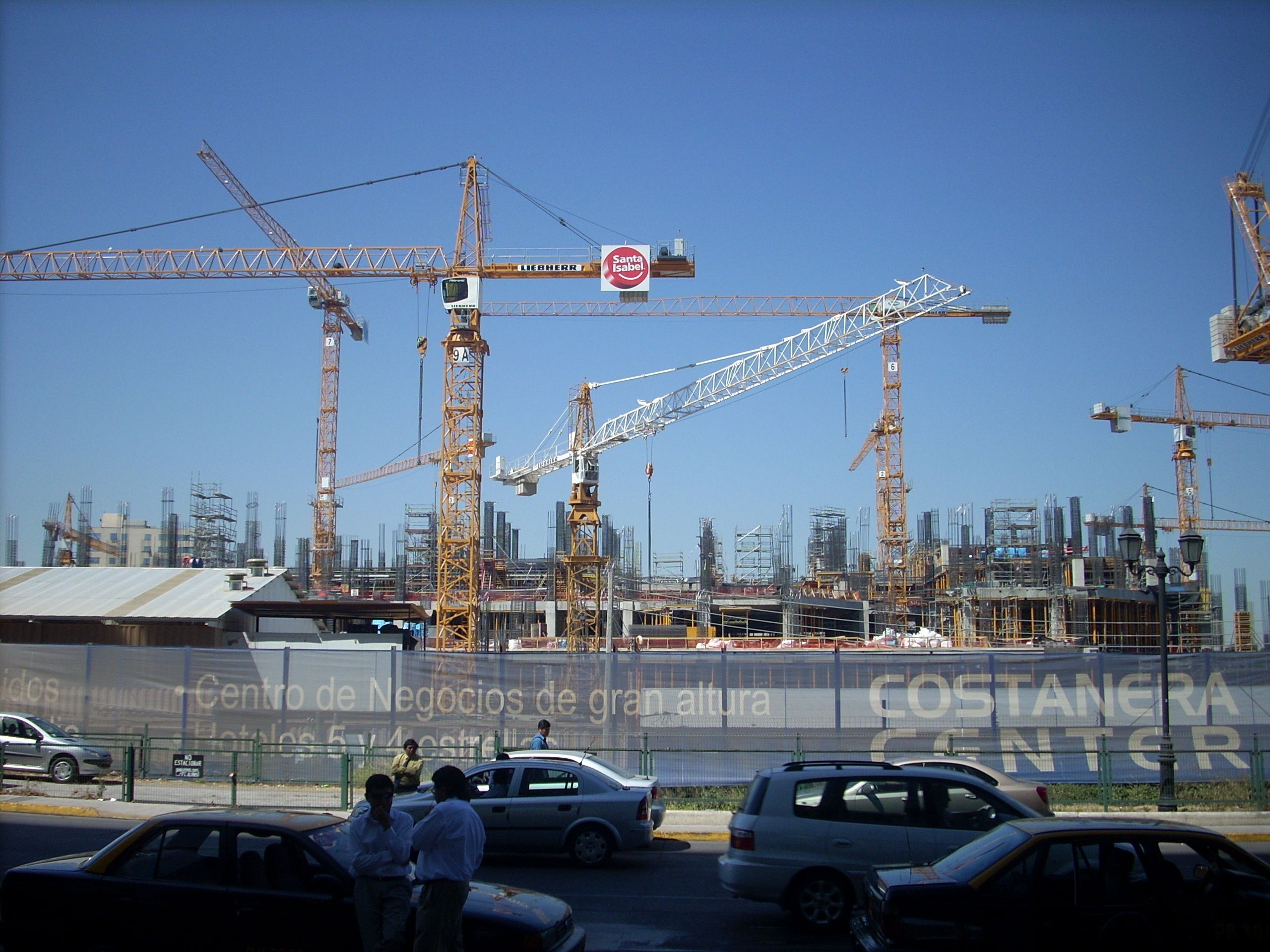
Dezembro de 2007
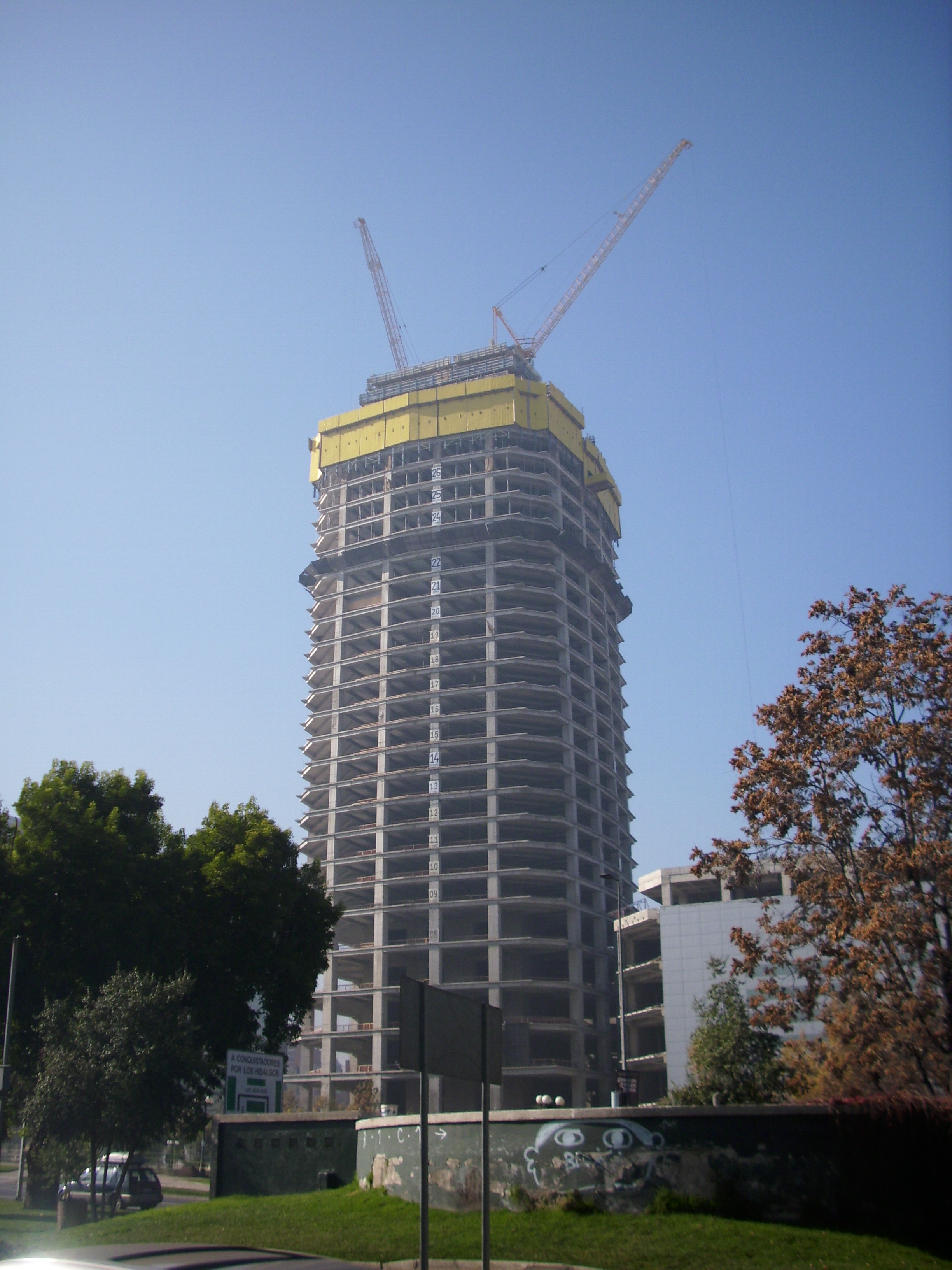
Junho de 2010
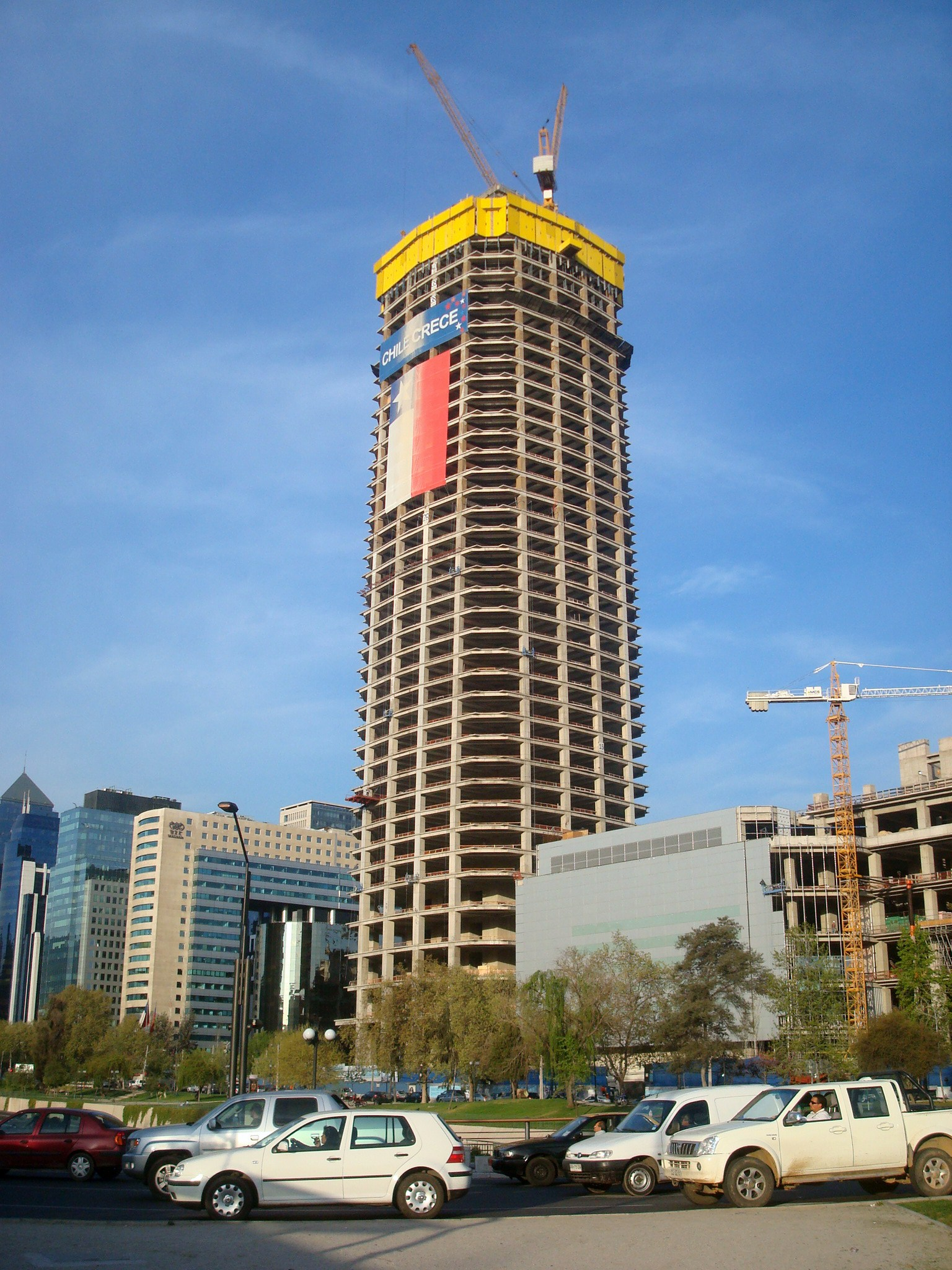
Setembro de 2010
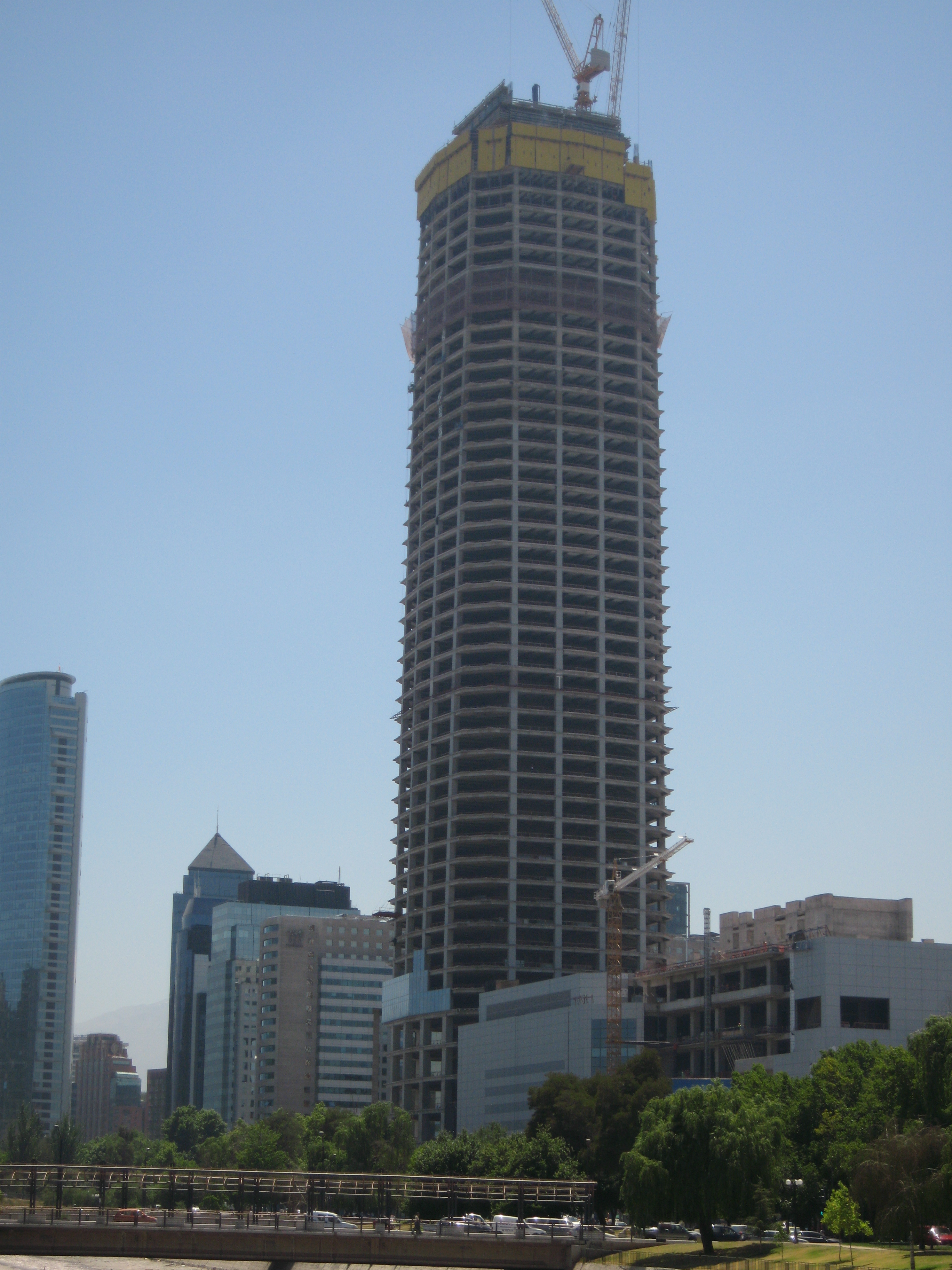
Janeiro de 2011
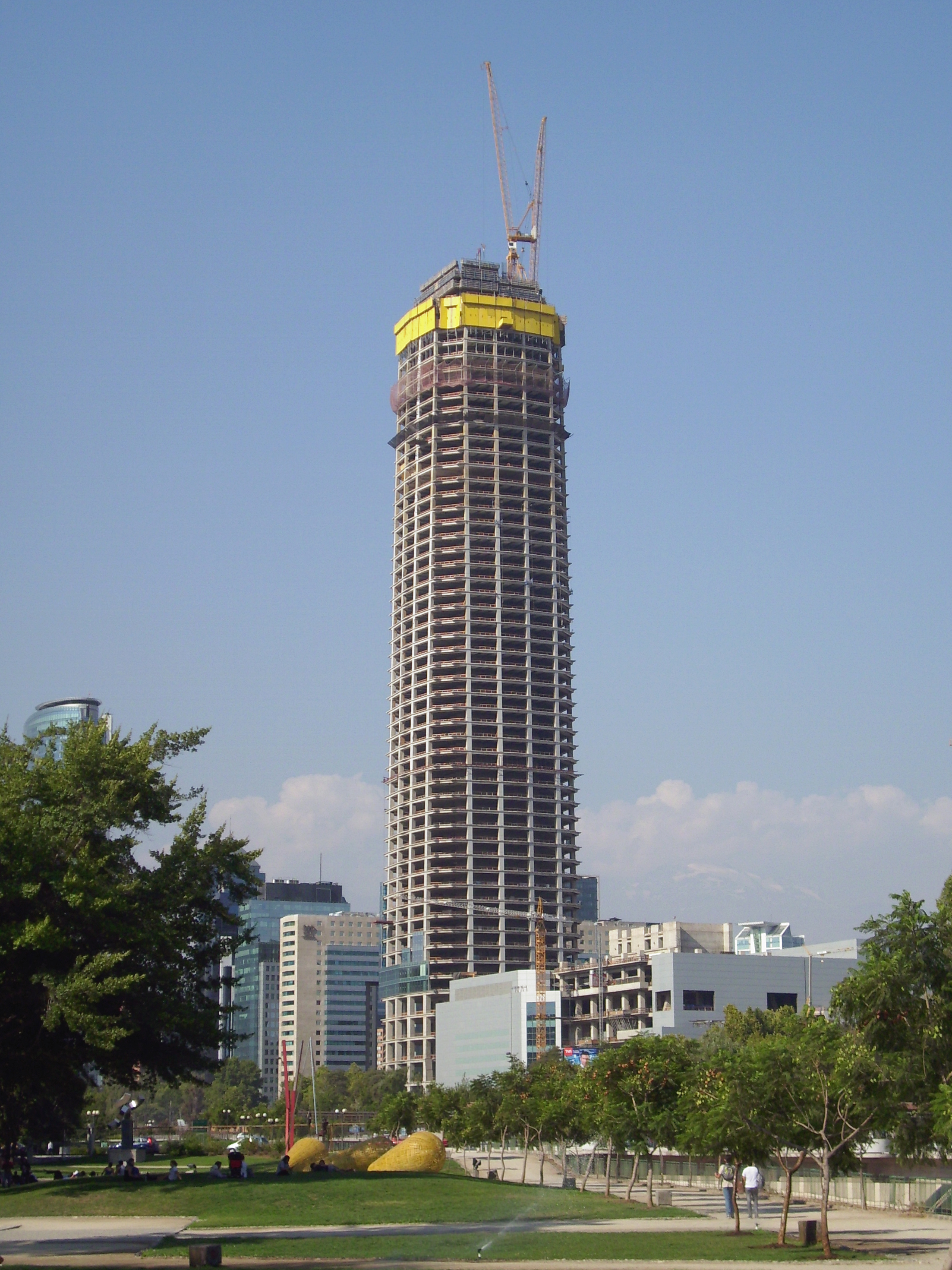
Maio de 2011
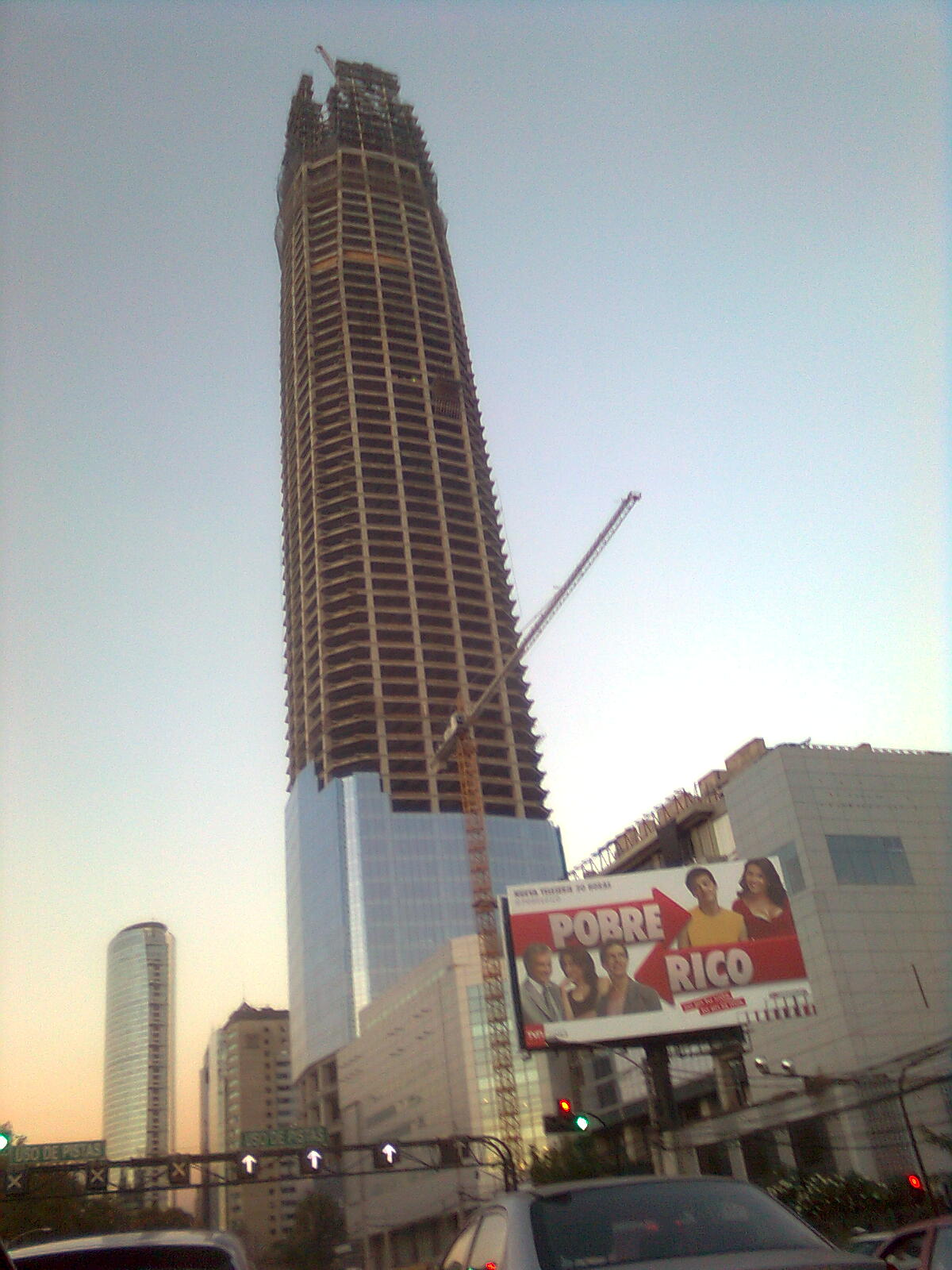
Março de 2012
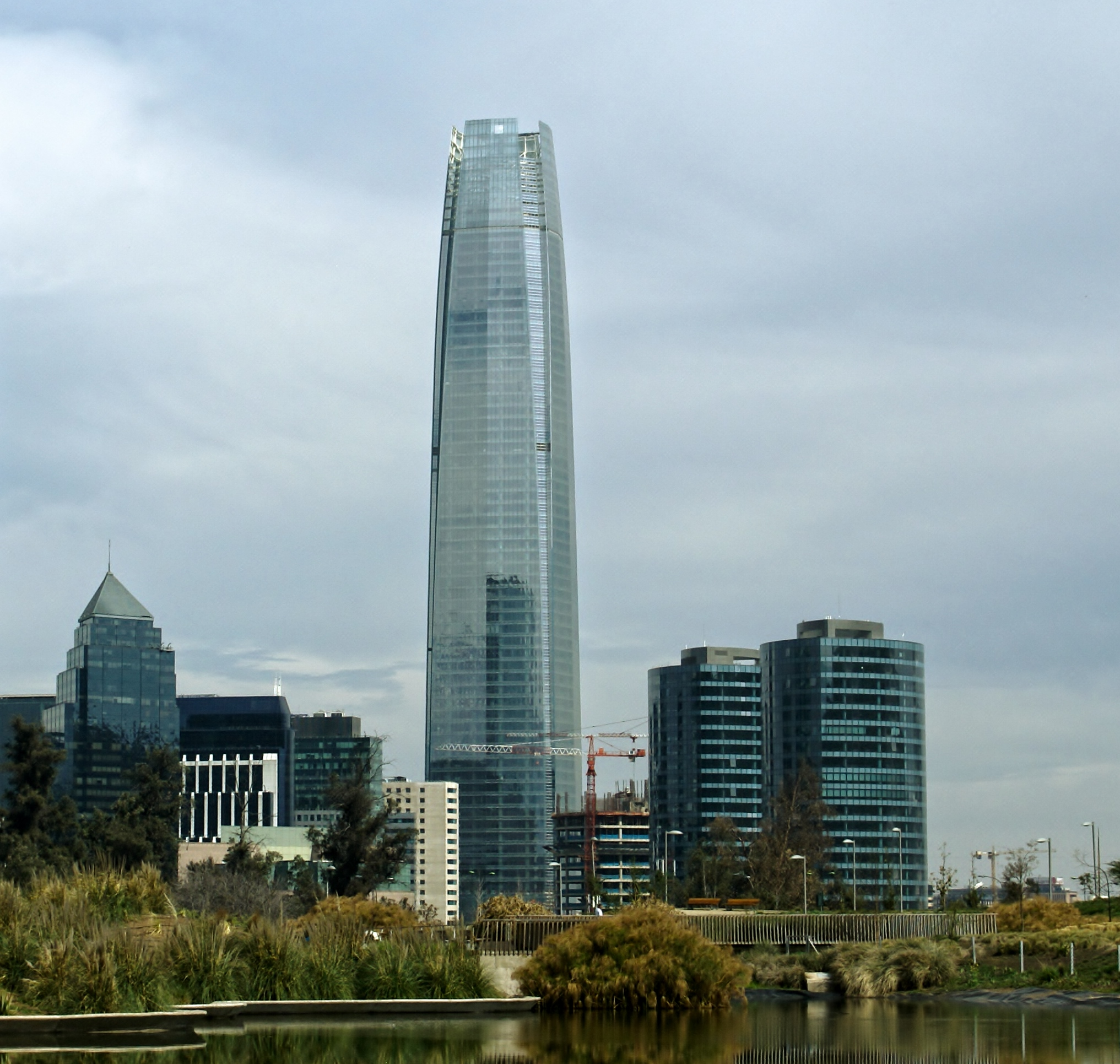
Setembro de 2013
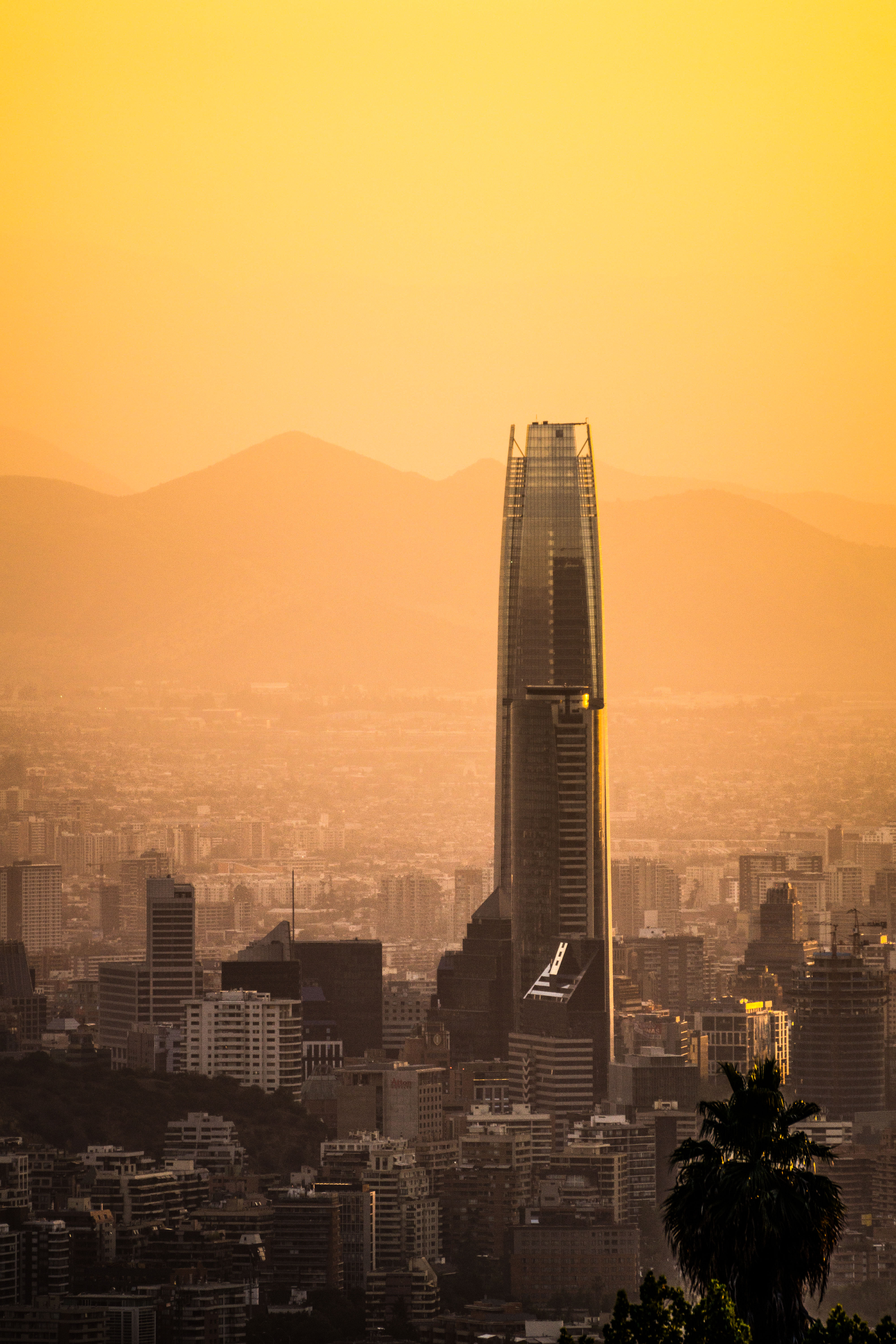
Dezembro de 2013
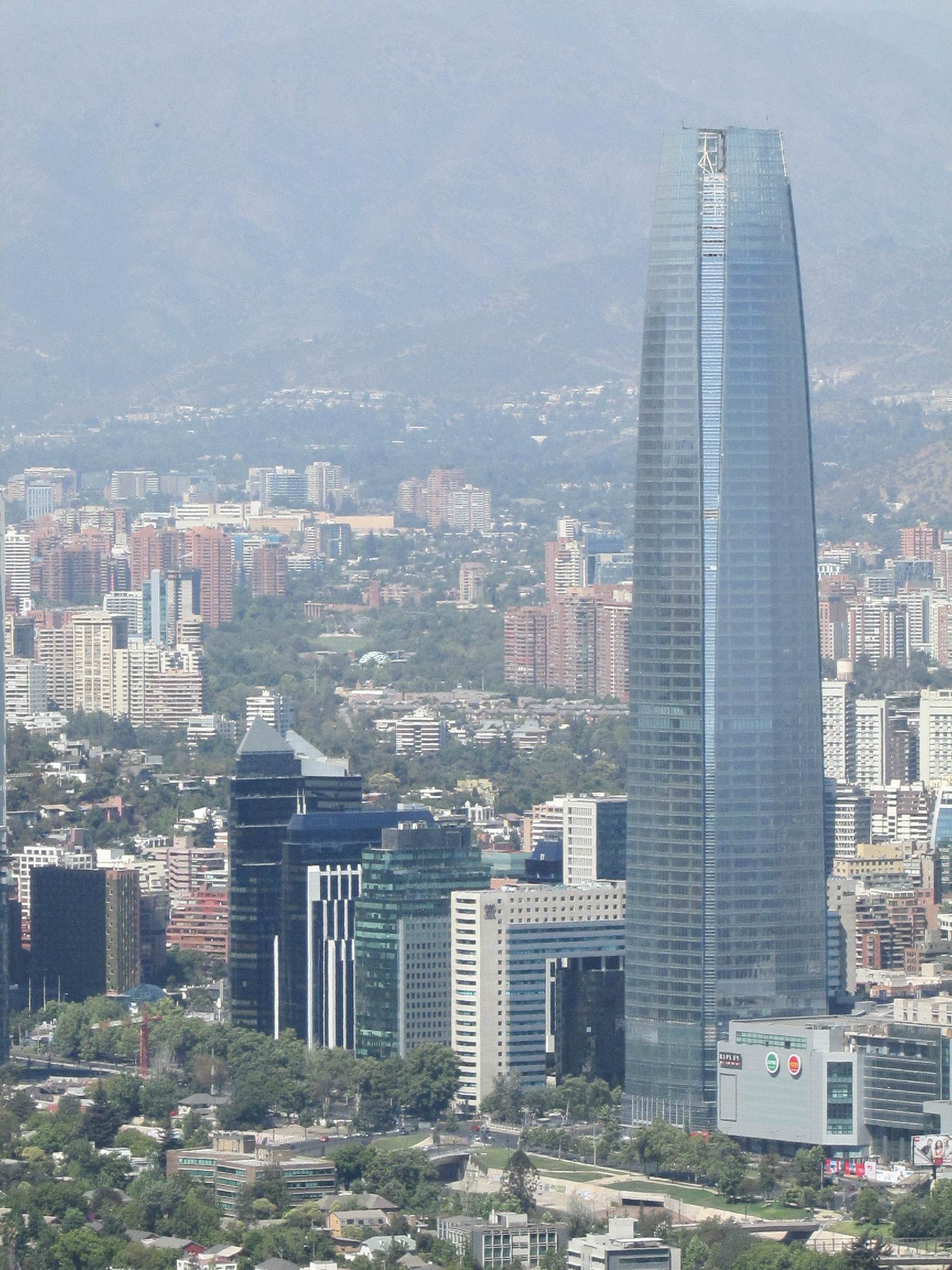
Janeiro de 2014